# 풋치모니
풋치모니(일본어: プッチモニ)는 헬로! 프로젝트에 소속된 일본의 여성 가수 그룹이다. 모닝구무스메。에서 두 번째의「그룹 내 유닛」으로서 결성되었다.
이 항에서는 커버 앨범「チャンプル①〜ハッピーマリッジソングカバー集〜」발매를 기회로 풋치모니V(일본어: プッチモニV)를 결성하였다.

## 멤버

### 제1기
- 야스다 케이
- 이치이 사야카
- 고토 마키

### 제2기
- 야스다 케이
- 고토 마키
- 요시자와 히토미

### 제3기
- 요시자와 히토미
- 오가와 마코토
- 아야카

## 약력
1999년
- 10월 3일, ASAYAN에 대해 층쿠♂의 입으로부터에 신유닛의 결성이 말해진다. 모닝구무스메。의 멤버, 야스다 케이, 이치이 사야카, 고토 마키에 의해 결성.
- 10월 4일, 유닛명 미정인 채, 이치이 사야카, 야스다 케이, 고토 마키의 3명에 의한 라디오 프로그램「모무스메。다이바!」가 방송 개시된다.
- 10월 10일, ASAYAN 내에 있고, 유닛의 리더는 두지 않는 것으로 한다(그러나, 가요 프로그램등에서는 이치이 사야카가 장을 나누어, 후의 ASAYAN 홈페이지 내에서는「리더적 존재」라고 여겨지고 있다[1].).
- 10월 17일, ASAYAN 내에 있고, 신유닛명의 후보를「프치모니」,「콘모니」,「얀모니」의 3개에 좁혀졌던 것이 발표된다.
- 10월 24일, ASAYAN 내에 있고, 신유닛명「풋치모니」로 결정.
- 10월 31일, ASAYAN 내에 있고, 데뷔곡「쵸콧토LOVE(ちょこっとLOVE)」의 타이틀을 발표.
- 11월 25일, 데뷔곡「쵸콧토LOVE(ちょこっとLOVE)」릴리스. 동곡은 2주 연속 오리콘 1위를 획득. 2000년 2월 7일에 밀리언 셀러가 된다. 2000년 2월 14일에 가라오케 랭킹 1위를 획득해, 모닝구무스메。「LOVE 머신(LOVEマシーン)」의 15주 연속 1위의 기록을 멈춘다. 이 기록은 여성 세 명 유닛의 매상 일본신 기록을 달성해, 지금도 그 기록은 깨어지지 않았다.

2000년
- 5월 21일, 이치이가 모닝구무스메。및 풋치모니를 졸업.
- 6월 26일, 요시자와 히토미가 가입.
- 7월 26일,「청춘시대 1. 2. 3!(青春時代 1. 2. 3!)」를 릴리스. 오리콘 차트 1위를 획득.

2002년
- 7월, 야스다, 고토의 졸업과 오가와 마코토, 아야카 (코코넛무스메。)의 가입이 발표된다.
- 9월, 신곡을 동년 10월에 릴리스 한다고 발표되지만, 그 후 몇 차례에 건너 연기되어 최종적으로 릴리스 그 자체가 정지가 된다.
- 9월 23일, 야스다, 고토가 졸업.

2003년
- 1월, 그 신곡인「WOW WOW WOW」를 헬로! 프로젝트의 콘서트에서 첫 피로.
- 3월 ~ 5월, 모닝구무스메。의 콘서트에 있어서 동곡을 피로.
- 12월 17일, 오랫동안 CD 미수록인「WOW WOW WOW」가 앨범 「풋치베스트4(プッチベスト4)」에 수록된다. 이후, 신곡의 릴리스는 행해지지 않았다. 덧붙여서 동곡은 스즈키Daichi히데유키에 의한 편곡.

2006년
- 1월 28일 ~ 29일에 개최된 헬로! 프로젝트의 콘서트「Hello! Project 2006 Winter 전원집GO!」에서「BABY! 사랑에 KNOCK OUT!」(BABY! 恋にKNOCK OUT!)을 야스다, 고토, 요시자와, 오가와, 아야카의 그 시점에서 헬로! 프로젝트에 소속하는 신, 구 전 멤버로 피로했다.

2007년
- 여름에 개최된「Hello! Project 2007 Summer 10th 애니버서리대감사제 ~하로☆프로 여름축제~」에서「BABY! 사랑에 KNOCK OUT!(BABY! 恋にKNOCK OUT!)」을 요시자와, 아야카, 사토다의 3명으로 피로했다.

2008년
- 1월 5일 ~ 19일에 개최된「Hello! Project 2008 Winter ~카시마시 엘더클럽~」에서「WOW WOW WOW」를 야스다, 요시자와, 아야카의 3명으로 피로했다.
- 4월 30일, 아야카가 헬로! 프로젝트를 졸업. 5월 1일에 소속 사무소를 이적한 것에 의해, 사실상 풋치모니도 졸업이 되었다.

2009년
- 1월 31일 ~ 2월 1일에 개최된「Hello! Project 2009 Winter 결정! 하로☆프로 어워드'09 ~엘더클럽 졸업기념 스페셜~」에서 야스다 케이, 요시자와 히토미, 오가와 마코토는 그 시점에서 헬로! 프로젝트에 재적하는 역대 전 멤버에 의해서「BABY! 사랑에 KNOCK OUT!(BABY! 恋にKNOCK OUT!)」을 불렀다.
- 3월 31일, 엘더클럽 전 멤버의 헬로! 프로젝트로부터의 졸업에 수반해 헬로! 프로젝트에 재적하는 멤버가 없어졌다.
- 4월, 헬로! 프로젝트의 공식 사이트의 리뉴얼에 수반해 아티스트 리스트로부터 풋치모니의 프로필의 링크가 소멸했다(프로필 자체는 존속).
- 4월 중순, 헬로! 프로젝트의 공식 사이트로부터 상세한 프로필이 소멸했다.

2012년
- 3월 10일에 개최된「드림 모닝구무스메。스페셜 LIVE 2012 일본 무도관 ~제1장 종막「용사들, 집합하라」~」에서 야스다 케이, 요시자와 히토미와 서프라이즈 게스트 고토 마키의 제2기 멤버에 의해 하룻밤의 부활(오가와 아사코토는 불참).「쵸콧토LOVE(ちょこっとLOVE)」,「BABY! 사랑에 KNOCK OUT!(BABY! 恋にKNOCK OUT!)」가 메들리로 불렀다.

2023년
- 9월 10일, Hello! Project 25th ANNIVERSARY CONCERT「ALL FOR ONE & ONE FOR ALL!」ACT I에서 야스다 케이, 이치이 사야카, 미야모토 카린의 3명이「쵸콧토LOVE(ちょこっとLOVE)」를 피로했다(미야모토의 출연은 시크릿로서).
- 11월 15일, 테레토60제! 뮤직 페스티벌 2023 ~평생 듣고 싶어! 쇼와 · 헤이세이 · 레이와 히트곡 100연발~에서  야스다 케이, 이치이 사야카, 미야모토 카린의 3명이「쵸콧토LOVE(ちょこっとLOVE)」를 피로했다.

## 음악

### 싱글
1. ちょこっとLOVE (1999년 11월 25일)
  - 커플링 : DREAM&KISS
    - 후에 스마이레지가 세 번째 싱글 커플링 곡으로 커버.
2. 青春時代1.2.3! / バイセコー大成功! (2000년 7월 26일)
  - 양 A면 싱글.
3. BABY! 恋にKNOCK OUT! (2001년 2월 28일)
  - 커플링 : ワルツ!アヒルが3羽
4. ぴったりしたいX'mas! (2001년 11월 14일)
  - 커플링 : 夢の「つ・づ・き」

### 앨범
1. ぜんぶ! プッチモニ (2002년 8월 21일)
2. タンポポ／プッチモ二 メガベスト (2008년 12월 10일)

### DVD/VHS
1. ザ・ビデオ ちょこっとLOVE (2000년 1월 19일)
2. ザ★プチモビクス (2001년 8월 8일)
3. プッチモニ シングルVクリップス① (2004년 6월 16일)

## 서적

### 사진집
- 풋치모니 Photo Book (2001년 5월 10일, 와니북스) ISBN 978-4-8470-2656-0

## 출연

### 라디오
- 모무스메。다이바! (1999년 10월 4일 -18일, 매주 월요일 23:25 ~ 23:55, TOKYO FM)

※풋치모니다이바!의 전신이지만, 프로그램 개시 당초 풋치모니가 공표되어 있지 않았던 때문, 이 타이틀로의 방송이 되고 있다.
- 풋치모니다이바! (1999년 10월 25일 - 2000년 12월, 매주 월요일 23:25 ~ 23:55, TOKYO FM)
- 풋치모니다이바 V3 (2001년 1월 8일 - 9월 26일, 주 3회(월,화,수) 방송, TOKYO FM)
- 풋치모니의 풋치나이트 (2002년 2월 19일 - 22일, 닛폰 방송)

## 풋치모니V

### 멤버

#### 졸업 멤버
- 마노 에리나
- 나카지마 사키 (℃-ute)
- 하기와라 마이 (℃-ute)

### 약력
2009년
- 6월 16일, 층쿠♂가 자신의 블로그에서, 7월 15일 발매되는 커버 앨범「チャンプル①～ハッピーマリッジソングカバー集～」에 맞추어 신생 풋치모니 결성을 발표하였다. 또한, 여름에 개최되는 헬로! 프로젝트 콘서트에서는, 오리지널 곡을 내걸어 등장할 예정이다[2].
- 7월 15일, 풋치모니V가「チャンプル①～ハッピーマリッジソングカバー集～」에「네가 있는 것만으로」(君がいるだけで)의 커버로 참가. 멤버가 판명된다.
- 7월 19일 ~ 8월 9일, 헬로! 프로젝트의 콘서트 투어「Hello! Project 2009 SUMMER 혁명원년 ~Hello! 챤푸루~」에서 오리지널 곡「피라! 소녀의 소원」(ピラッ！乙女の願い)을 피로.
- 12월 2일,「풋치베스트10」(プッチベスト10)발매.「피라! 소녀의 소원」(ピラッ! 乙女の願い)이 수록된다.

2010년
- 1월 5일 ~ 24일, 헬로! 프로젝트의 콘서트 투어「Hello! Project 2010 WINTER 가초풍월 ~셔플데이트~」에 출연.「피라! 소녀의 소원」(ピラッ！乙女の願い),「쵸콧토LOVE」(ちょこっとLOVE)를 피로했다.
- 7월 18일 ~ 8월 8일, 헬로! 프로젝트의 콘서트 투어「Hello! Project 2010 SUMMER ~판코라!~」에 출연.「BABY! 사랑에 KNOCK OUT!」(BABY! 恋にKNOCK OUT!)(나고야 밤 공연),「피라! 소녀의 소원」(ピラッ! 乙女の願い)(시부야 낮 공연)를 피로했다.

2011년
- 1월 2일 ~ 23일, 헬로! 프로젝트의 콘서트 투어「Hello! Project 2011 WINTER ~환영 신선축제~」에 출연.「浮気なハニーパイ」(A-1 공연),「WOW WOW WOW」(A-2 공연)를 피로했다.

2013년
- 2월 23일, 마노 에리나가 헬로! 프로젝트를 졸업.

2017년
- 6월 12일 - 나카지마 사키와 하기와라 마이가 ℃-ute의 해산으로 동시에 헬로! 프로젝트를 졸업. 이로써 멤버 전원이 졸업한 상태이다.